# 游洛屏
游洛屏（1955年12月—），福建龙岩人，中华人民共和国政治人物，曾任中国藏学研究中心党组书记、中央社会主义学院常务副院长，第十一届全国政协委员。

## 生平
2008年，当选第十一届全国政协委员，代表特别邀请人士，分入第五十七组。